# 환경계획
환경계획(環境計劃)은 자연환경, 사회적, 정치적, 경제적, 자치적 요인들을 고려한 토지개발을 수행하고 지속 가능한 결과물을 산출하기 위한 전체론적 프레임워크를 제공하기 위한 의사결정을 용이케 하는 과정이다. 환경계획의 주된 목적은 미개발된 토지를 보존하고 보호하는 것을 목적으로 하는 지속 가능한 커뮤니티를 만드는 것이다.
인류가 자연으로부터 몸을 보호하기 위해 처음으로 만든 인공적인 환경은 아마 주거였을 것이다. 차츰 주거가 밀집하게 되면 주거 상호간의 배치의 문제, 혹은 시설의 공동화로서 수도나 하수의 설비가 필요하게 된다. 이것이 환경계획으로서의 도시계획의 탄생이다. 그러나 미래의 국토를 생각하는 경우에는 도시·농촌·자연의 총체와 사회경제와의 관련에서 토지·시설의 존재형태를 생각할 필요가 생긴다. 따라서 이와 같은 총체를 생각하는 계획으로서 환경계획이 도시계획을 대신케 된다. 환경계획은 미래에 있어서는 우주적 스케일로 확대된다. 지구상의 대기나 해양은 지상의 중대한 자산으로서 1개국 단위에 국한되지 않는 광범위한 계획이 필요한데 인공위성의 배치나 태양 에너지의 배분까지 환경계획에 포함되게 된다.

## 같이 보기
- 유엔 환경 계획
- 대기 오염
- 생물지구화학
- 비상 관리
- 생태학
- 환경 디자인
- 그린 빌딩
- 녹색 발전
- 소음 공해
- 지속 가능한 발전
- 스마트 성장
- 도시설계
- 수질